# Борис Годунов
За операта от Модèст Мусоргски вижте Борис Годунов (опера).
Борѝс Фьо̀дорович Годуно̀в (на руски: Борис Фёдорович Годунов) е цар на Русия (1598 – 1605), първият, който не е представител на династията Рюриковичи. Той практически управлява страната и по времето на своя предшественик, Фьодор I. Въпреки някои външнополитически успехи, Борис Годунов оставя страната в нестабилно състояние, станало известно като Смутно време.

## Ранни години
Борис Годунов произлиза от древен татарски род, преселил се в началото на 14 век от Златната орда в Кострома. Той започва кариерата си на служба в двора на цар Иван IV Грозни. Има сведения, че през 1570 участва в поход на корпуса на стрелците.
През 1571 Борис Годунов засилва позициите си в двора, като се жени за Мария, дъщеря на Малюта Скуратов, фаворит на Иван Грозни. През 1580 царят избира Ирина, сестра на Борис, за жена на своя син Фьодор, като по този повод Борис Годунов е обявен за болярин. След смъртта на Иван Грозни през 1584 Борис Годунов става един от членовете на регентския съвет на цар Фьодор. Той постепенно засилва влиянието си и елиминира останалите членове на съвета, като към 1587 вече е едноличен управител на страната.

## Регентство
Управлението на Фьодор започва с бунт в полза на Дмитрий Иванович, най-малкия син на Иван Грозни от седмата му съпруга Мария Нагая. В резултат на тези събития Дмитрий и майка му са заточени в тяхното владение Углич. При коронацията на царя на 31 май 1584 Борис Годунов получава почести и имоти, но по това време той все още заема второ място сред регентите след вуйчото на царя Никита Романович, починал през август същата година.
През 1587 Годунов разкрива заговор на болярите и митрополит Дионисий II, които искат да го отстранят от властта, като уредят развода на бездетната му сестра и цар Фьодор. Участниците са отстранени от постовете си, а някои са изпратени в манастир. Оттогава цялата власт преминава в ръцете на Борис Годунов, който води кореспонденция с чуждестранни князе като техен равен.
Политиката на Борис Годунов е предпазлива. Още през 1587 той завършва процеса на закрепостяване на селяните, като им забранява да променят господарите си. След продължителни преговори, през 1589 Руската православна църква получава статут на патриаршия. През 1590 отблъсква поход на Кримското ханство, насочен към Москва. През 1591 Дмитрий Иванович умира внезапно в Углич и Борис Годунов е обвиняван от своите противници, че е организирал убийството му. Годунов прави опити да се намеси и в по-далечни области, като подкрепя антиосманската фракция в Кримското ханство и изплаща субсидии на Свещената Римска империя за нейната война срещу Османската империя. През 1595 Годунов си връща от Швеция градовете, загубени при Иван Грозни.
Борис Годунов окуражава търговията на Московската компания, като я освобождава от мита. Той се опитва да укрепи източните области, които имат предимно татарско и угро-финско население, като основава или укрепва множество градове и крепости, сред тях Самара, Саратов, Воронеж, Царицин и други. Той продължава и опитите за колонизиране на Сибир, като по това време е основан Тоболск.

## Царуване
Цар Фьодор I умира на 17 януари * 1598 без да остави преки наследници. Той е и последният представител на московския клон на династията Рюрикови. Въпреки че според някои сведения Фьодор е изявил желание да бъде наследен от своя братовчед Фьодор Романов, на 21 февруари Земският събор избира единодушно за цар Борис Годунов.
През първите години от управлението си Борис Годунов е много популярен. Осъзнавайки нуждата от модернизация на страната, той изпраща млади дворяни да учат в Европа и кани европейски учени в страната. След като възстановява излаза на Русия на Балтийско море, той се стреми да поддържа мирни отношения със скандинавските страни и прави опити да присъедини Ливония по дипломатически път.
През 1601 – 1603 в Русия започва голям глад, съпътстван с масово разбойничество и изселване на селяни към градовете и пограничните области. През 1603 започва селско въстание, оглавено от Хлопко, като бунтовническите войски са разпръснати от редовната армия едва в близост до Москва. През 1604 полският магнат Адам Вишньовецки обявява, че Дмитрий Иванович е жив и се намира в неговия двор. През 1604 претендентът, станал известен като Лъжедмитрий I, предприема поход към Русия, но е отблъснат при Новгород.
Силната подозрителност на Борис Годунов създава силно напрежение в двора и сред болярите. В своите страхове той стига дотам, че забранява на някои боляри да се женят, за да предотврати евентуални претенции на наследниците им към трона. Влиятелната фамилия Романови е сред най-силно засегнатите, като Фьодор Романов е изпратен в манастир. Борис Годунов умира внезапно на 23 април (13 април стар стил) 1605, като според някои версии е отровен от свои противници. Наследен е от сина си Фьодор II, който управлява едва няколко седмици.

## Борис Годунов в изкуството
Животът на Борис Годунов става тема на едноименна драма от Александър Пушкин (1831), въз основа на която Модест Мусоргски пише известната опера „Борис Годунов“ (1874). Сергей Прокофиев също пише музика по нея (1936).